# Aiko Miyanaga
Aiko Miyanaga (宮永 愛子, Miyanaga Aiko) est une artiste contemporaine japonaise, née à Kyoto en 1974.

## Biographie
Aiko Miyanaga est née dans une prestigieuse famille de potiers de Kyoto ; son père fait partie du groupe d’avant-garde Sōdeisha (en).
Ainsi, Miyanaga crée des céramiques dont le vernis est instable et continue à se fendre en produisant un son bien après leur fabrication. Ces œuvres sont exposées avec des haut-parleurs qui amplifient le bruit des fendillements.
Elle utilise aussi le sel qu'elle distille depuis de l'eau de mer pour des installations.
Depuis 2003, Aiko Miyanaga crée des sculptures et des moulages en naphtaline, un matériau qui se gazéifie à température ambiante. Ces sculptures se modifient donc en permanence pour finalement disparaître. En les enfermant dans de la résine et en contrôlant l’accès à l’air ambiant, Miyanaga peut ralentir ou accélérer le processus de sublimation.
L'artiste espère que, si ses œuvres disparaissent physiquement, elles restent vivantes dans l’esprit des gens qui les ont vues.
En outre, lorsqu'elles sont enrobées dans de la résine, leur empreinte est gardée à jamais, même après qu’elles se sont évaporées, ce qui permet aux galeries de vendre les œuvres de Miyanaga.
Aiko Miyanaga tisse aussi des dentelles de feuilles mortes. Par exemple, son œuvre Beginning of the Landscapes fait 4 m sur 15 m et est constituée de 65 000 feuilles d’oranger attachées les unes aux autres
Miyanaga est attentive à la présentation de ses œuvres, par exemple jouant de la lumière et de l’obscurité de ses sculptures translucides en naphtaline, ou en les plaçant dans de vieux meubles en bois.

## Expositions personnelles
- 2012 :　Musée d'art d'Osaka
- 2011 :　MIZUMA ART GALLERY, Tokyo
- 2009 :　MIZUMA ART GALLERY, Tokyo
- 2009 :　Shiseido Gallery, Tokyo
- 2008 :　Kyoto Art Center, Kyoto
- 2007 :　Sumida Riverside Hall Gallery
- 2007 : Sleeper, Edinburgh UK
- 2005 : Art Space NIJI, Kyoto
- 2004 : neutron, Kyoto
- 2003 : CAS, OSAKA
- 2003 : neutron, Kyoto
- 2002 : neutron, Kyoto
- 2001 : Gallery Gallery, Kyoto